# Stenostoma rostratum rostratum
Stenostoma rostratum rostratum é uma subespécie de insetos coleópteros polífagos pertencente à família Oedemeridae.
A autoridade científica da subespécie é Fabricius, tendo sido descrita no ano de 1787.
Trata-se de uma subespécie presente no território português.